# David Katz
David Katz (Kassel, 1º ottobre 1884 – Stoccolma, 2 febbraio 1953) è stato uno psicologo tedesco.

## Biografia
Formatosi a Gottinga, Monaco e Berlino, prima nel campo delle scienze naturali e della matematica, poi in quello della psicologia, fu assistente universitario a Gottinga fino al 1919 finché divenne professore di psicologia all'università di Rostock, dove rimase fino al 1933. All'avvento di Adolf Hitler, emigrò in Inghilterra e poi in Svezia, ove divenne direttore dell'Istituto di Psicologia dell'Università di Stoccolma, insegnandovi dal 1937 al 1951. Ha lasciato una traccia profonda negli studi di psicologia generale, ove vastissimo fu il suo campo d'interesse. Summa del suo lavoro è il Trattato di psicologia (1960) da lui diretto assieme alla moglie Rosa Katz. Tra le sue pubblicazioni si ricordano anche La fenomenologia dei colori e il suo influsso sull'esperienza individuale (1911) e La costruzione del mondo sensibile  (1925).

## Opere principali
- Gestaltpsychologie, Benno Schwabe & Co., Basel, 1948 (trad. italiana: La psicologia della forma, Editore Boringhieri Torino, 1960).
- Handbuch der Psychologie (con Rosa Katz), Benno Schwabe & Co., Basel, 1960 (trad. italiana: Trattato di Psicologia, Editore Boringhieri, Torino, 1967).